# 戸塚ヨットスクール事件
戸塚ヨットスクール事件（とつかヨットスクールじけん）は、1983年までに愛知県知多郡美浜町の更生施設「戸塚ヨットスクール」内で発生、発覚して社会問題に発展した、複数の訓練生の死亡事件を含む一連の事件。
戸塚宏により設立された戸塚ヨットスクールは、当初は「戸塚宏ジュニアヨットスクール」の名称で、ヨットの技術を教える教室だった。その後非行や情緒障害等に戸塚の指導は効果があるとマスコミで報じられたことで、親元からスクールに預けられる生徒が増加し、指導内容をヨットの技術養成から、非行や情緒障害の更生へのスパルタ訓練に切り替えた。当初マスコミは好意的に取り上げていたが、後に多くの事件が発生し状況が一変した。

## 概要
1976年、戸塚宏によって設立された戸塚ヨットスクールは当初はオリンピックに通用するヨットマンの育成を目的としていた。戸塚は「普通の子供を対象にヨットでの教育を行っていたが、そこに不登校児が一人入校し、３回の訓練で学校に行くようになった。」と主張。それがきっかけとなりその後、一気に情緒障害児の入校希望が増えたという。
訓練生の死亡・傷害致死・行方不明といった事件が1980年代を通じてマスコミに取り上げられ、スクールの方針が教育的な体罰というより過酷な暴行だったことが司法判断によって確定した。
- 1979年から1982年にかけて、訓練中に訓練生の死亡・行方不明事件が複数発生。
- 1982年に起きた少年の死亡に関し、愛知県警察は当初は行き過ぎた体罰による事故と見ていたが、遺体から無数の打撲・内出血の痕跡・歯2本の損壊などが確認された。警察は捜査の時期を窺っていたが、1983年の5月にスクール前の道路を走っていた暴走族に対して一部のコーチが暴行して逮捕されたのをきっかけに、傷害致死の疑いでスクール内の捜査が始まった。その後、指導員が舵棒（ティラー）と呼ばれるヨットの艤装品（舵取りのための道具。一部では「角材」と報道された）で少年の全身を殴打し、その後ヨットでの訓練を続けていたことがわかり、組織ぐるみの犯行として6月には校長が、その後もコーチや元訓練生、そして支持者等の関係者が逮捕され、他の死亡事件についても起訴された。

## 訓練中に発生した死亡・行方不明事件
- 1979年 少年（当時13歳）が死亡
  - 少年が激しい腹痛を訴えていたにもかかわらず、戸塚らは医師の診察を受けさせずに暴行を加え、訓練を強制した末、少年は死亡した。戸塚側は「低体温症によるもので体罰との因果関係は無い」と主張。検察は病死として不起訴にした。
- Y事件
  - 1980年11月4日、特別合宿生として同年10月31日から入校していた青年Y（当時21歳）が、早朝体操、穴掘り作業、海上訓練などの際にコーチらから暴行を受け、死亡した。戸塚及びコーチらは傷害致死罪で起訴された。
- あかつき号事件
  - 1982年8月14日未明、鹿児島県・奄美大島での夏期合宿を終えた少年2名（当時15歳）が、体罰から逃れるため、高知県沖の太平洋を航行中の船から海に飛び込んで行方不明となり、その後、死亡が確認された。戸塚及びコーチらは監禁致死罪で起訴された。
- O事件
  - 1982年12月12日、少年O（当時13歳）が特別合宿中に死亡した。入校一週間で早朝体操、自主トレーニングなどの際に暴行を受け、海上訓練の際には、戸塚とコーチらがヨットから何度も海に転落させた。少年は、12月9日頃からは食事もほとんど摂らなくなり、12日に死亡した。この間、一切治療は行われなかった。戸塚及びコーチらは、傷害致死罪で起訴された。

当時13歳だった少年の母親は週刊現代（2006年11月18日号）の実名インタビューで「出所後も焼香や謝罪は一切無かった。再犯が懸念される」という旨のコメントをしている。また、1982年にフェリーから海に飛び込んだとされて行方不明となっている少年の父親は同じく実名で「息子が本当に船から海に飛び込んだのかどうか未だにわかっていない。本当は突き落とされたのではないか」とコメントしている。
上記のO事件で、1982年12月12日に死亡した少年Oは、情緒障害児とされる生徒ではなく、「身体を鍛えたい」と自ら入校したが、入校からわずか8日後に死亡した。 少年Oの母親は、息子に入校を勧めたことを悔いた上で、「人の命をなんとも思わない暴力集団をとことん糾弾する」との決意を表明した。
一連の事件は、日本において体罰の是非を問う討論等でたびたび参考として出され、また個人の教育論の展開（講演会や商業書籍の執筆など）のために、引き合いに出されている。

## 公判

### 戸塚及び元コーチ9人の公判

#### 第一審
1992年7月27日、名古屋地方裁判所（小島裕史裁判長）は、Y事件、O事件についてそれぞれ傷害致死罪の成立を認め、あかつき号事件について監禁致死罪の成立を認めた。その上で、戸塚に懲役3年、執行猶予3年（検察側の求刑は懲役10年）、コーチらA～Iに懲役10ヶ月から2年6ヶ月、執行猶予2年から3年を言い渡した。
執行猶予となったのは、戸塚と、C以外のコーチ8人について起訴後の勾留期間が1100日を超えていること、Cについても起訴後の勾留期間が1000日近いことが量刑上考慮されたためである。弁護側は、体罰が正当業務行為であると主張していたが、この主張は退けられた。なお、Fは、強制わいせつ罪についても起訴されていたが、これについては無罪となった。
この判決に対して、検察側と戸塚、A、B、C、D、Fの6人が双方で控訴した。

#### 控訴審
1997年3月12日、名古屋高等裁判所（土川孝二裁判長）は「訓練は生徒達の人権を無視し、更生の名目で数々の暴力を振るった。もはや教育でも治療でもない」として一審判決を破棄し、戸塚に懲役6年、Aに懲役3年6月、Bに懲役2年6月、Cに懲役3年の実刑判決を下し、D、Fについて執行猶予判決を下した。
また、一審判決では、Y、Oの死因について外傷性ショックであるとの認定がなされなかったが、二審判決では、いずれも外傷性ショックが死因であると認定された。
この判決に対して、戸塚、A、B、Cの4人は即日上告した。

#### 上告審
2002年2月25日、最高裁判所（福田博裁判長）は二審判決を支持して、戸塚らの上告を棄却。これで戸塚の懲役6年とコーチ陣ら起訴された15人全員の有罪が確定判決となった。起訴から結審まで19年を要する長期裁判となった。

#### 判決一覧
| 人物   | 地位   | Y事件 | あかつき号事件 | O事件 | 1審判決                 | 2審判決                 | 上告審   |
| ------ | ------ | ----- | -------------- | ----- | ----------------------- | ----------------------- | -------- |
| 戸塚宏 | 校長   | ○     | ○              | ○     | 懲役3年、執行猶予3年    | 懲役6年                 | 上告棄却 |
| A      | コーチ | ○     | ○              | ○     | 懲役2年6月、執行猶予3年 | 懲役3年6月              | 上告棄却 |
| B      | コーチ | ○     | ○              | ○     | 懲役2年、執行猶予3年    | 懲役2年6月              | 上告棄却 |
| C      | コーチ | ○     | ○              | ○     | 懲役2年6月、執行猶予3年 | 懲役3年                 | 上告棄却 |
| D      | コーチ | ／    | ／             | ○     | 懲役2年、執行猶予2年    | 懲役2年、執行猶予3年    | ／       |
| E      | コーチ | ／    | ／             | ○     | 懲役1年6月、執行猶予2年 | ／                      | ／       |
| F      | コーチ | ○     | ○              | ／    | 懲役2年、執行猶予2年    | 懲役2年6月、執行猶予4年 | ／       |
| G      | コーチ | ○     | ／             | ／    | 懲役1年6月、執行猶予2年 | ／                      | ／       |
| H      | コーチ | ／    | ／             | ／    | 懲役1年6月、執行猶予2年 | ／                      | ／       |
| I      | コーチ | ／    | ／             | ／    | 懲役10月、執行猶予2年   | ／                      | ／       |

### 他のコーチの公判
- 1983年11月10日、名古屋地方裁判所（卯木誠裁判官）は、元支援者1人に対して懲役8月、執行猶予2年（求刑懲役1年）を言い渡した。
- 1983年12月19日、名古屋地方裁判所（早瀬正剛裁判官）は、元コーチ1人に対して懲役1年6月、執行猶予3年（求刑懲役1年6月）を言い渡した。元コーチは、控訴をせず、有罪判決が確定した。
- 1985年2月18日、名古屋地方裁判所（橋本享典裁判長）は、元コーチ1人に対して懲役2年、執行猶予2年（求刑懲役2年6月）を言い渡した[5]。

## 事件後
戸塚の出所
- 2006年4月29日、満期で戸塚が静岡刑務所を出所。戸塚は記者会見で「体罰は教育。正しい教育論がないから教育荒廃が起こる」などと持論を述べ、今後もヨットスクールを続ける意向を語った[6]。

その後の事件・事故
- 2006年10月9日、スクールから同月6日にいなくなった訓練生の25歳男性が、美浜町河和の沖合で水死体となって発見された[7]。警察は自殺と事故の両面で捜査を行っていると報道された。男性はうつ病で通院中であり、父親もスクールで共に寝起きしていたが、目を離した隙にいなくなり、スクールから3キロ離れた地点で水死体になって発見されている。同男性の遺体に目立った外傷はなかった[8][要文献特定詳細情報]。
- 2009年10月19日、訓練生の18歳女性が寮の屋上より飛び降りて死亡した。愛知県半田警察署は自殺とみて捜査している[9]。
- 2011年12月20日、訓練生の30歳男性が寮の3階より飛び降りて重傷を負った。半田警察署は自殺未遂とみて捜査している[10]。
- 2012年1月9日、訓練生の21歳男性が寮の3階より飛び降りて死亡した。半田警察署は自殺とみて捜査している[11]。